# スペース
スペース（英: space）は、ラテン文字、ギリシア文字、キリル文字などにおいて、語と語の区切りを表すために空ける空白、またその他の字間の空白のことである。
ヘブライ語やアラビア語においては、早い時期から単語の区切りを表すのに空白が置かれていた。ラテン文字で最初に使われたのはアイルランド語で、時期は600年から800年ごろと考えられている。それまでラテン文字では中黒が使われていた。

## ラテン文字におけるスペース
ラテン文字においては、語と語の間にスペースが置かれる。手書き文字では、間を空けるほか、筆記体では続けて書かない。印刷・組版などの場合、印字エリアの右端をそろえる「ジャスティフィケーション」のためには、スペースを伸縮して調整する。
また様々な形式で文と文の間にスペースを置く。「フレンチ・スペーシング」では文と文の間に1文字分のスペースを置く。「ダブル・スペーシング」または「イングリッシュ・スペーシング」では2文字分のスペースを置く。また初期のタイプライターでは「拡張スペース（1-1/3文字分のスペース）」を置くことがあった。近年ではスペースを置かないケースも増えている。
ドイツ語では、語を強調するため、または強調して発音すべき語を表すために、ひとつの単語の中で字と字の間を空けるということが行われる。たとえば、das Kind において das を強調するには、d a s Kind のようにする。この場合には単語間のスペースでないので、ジャスティフィケーションのための伸縮の対象とならない。
文字ごとに幅の異なる書体（プロポーショナルフォント）の場合、逆に文字間隔を詰めることで、単語を形成する文字の連なりを自然に見せる技法「カーニング」もある。

## 日本語におけるスペース
日本語では字空きともいい、文法上、特別の意味が置かれない（カナで「アキ」とも）。しかし、段落のはじめに多くの場合字落とし（字下げ）が行われ、コンピュータによる電子組版 (DTP) ではここに和字間隔（全角スペース）を置くことが多い。JIS X 4051「日本語組版処理の要件」では、「！」や「？」といった区切り約物の後に文が続く場合も、間隔を空けること（全角アキ）が規定されている。
古文書においては、貴人への敬意を表するために、人名や動詞の前に空白を開けるといったこと（闕字（けつじ））が行われる。「　　上様」「登　　城」などの表記がそれである。明治時代になって正式に廃止された。
日本語では基本的に文中でスペースを用いることはないが、スペースを含む固有名詞はいくつか存在する。トヨタモビリティ富山　Ｇスクエア五福前停留場や第一イン新湊　クロスベイ前駅がその一例であり、これはスペースを入れることで単語の区切れを明確化したものである。

## 数字、計量単位
国際単位系(SI)の記法を定めた国際単位系国際文書は、次の3つの場合にスペースを挿入すると規定している。

### 数字
桁の多い算用数字を書くときには、読みやすいように、整数部・小数部ともに3桁毎にスペースを挿入してよい。
- 25486003   （二千五百四十八万六千三）
- 光速：c  =  299792458 m/s
- プランク定数：h = 6.62607015×10−34 J s
- ジョセフソン定数：KJ  = 483597.848416983...×109 Hz/V

### 単位記号の積
単位記号の積を表現するときには、単位記号の間に1字分のスペースもしくは中黒（・）を挿入すると規定している。この1字分のスペースは、通常は半角スペース（en:thin space ）である。
- 粘度：Pa s　　 (パスカル秒)  （Pa・s としてもよい。）
- 熱容量：J K-1　 （ジュール毎ケルビン）
- 角速度：rad s-1　 （ラジアン毎秒）

なお、SI接頭語と単位記号との間には、スペースを挟んではならない（SI接頭語#SI接頭語の書体）。

### 数値と単位記号の間
数値は、必ず1字分のスペース（通常は半角スペース（en:thin space ））を使って数字と単位記号を離す。これは「°C（セルシウス度）」、「%（パーセント）」の場合も同じである。
- 32.7 kg　　（32.7kg としない。）
- 36.5 °C　　（36.5°C としない。）

なお、36.5 °␣C のように°とCの間にスペースを挿入しない。「°C」はひとつの単位記号である。
- 16 %　　　（16% としない。）

#### 例外
このルールの唯一の例外は、平面角の度（°）、分（′）、秒（″）の場合である。
数値と「°」（度）、「′」（分）、「″」（秒）で表される単位記号との間にはスペースを挿入しない。
- 32.5° （スペースを入れた「32.5 °」としない。）

## コンピュータにおけるスペース
コンピュータでは語間を表す以外にもさまざまな用途で用いられる。また、空白の大きさも様々に必要である。したがって、用途や大きさが違うことを区別する方法が必要である。現代の多くのコンピュータでは、おもに文字コードを使い分けることによって用途や大きさの違いを区別しているが、実際の空白幅はフォントにも左右される。
- スペース（欧文間隔、ラテン文字は通常半角であることから半角スペースとも）(ASCII 20H) - ラテン文字の単語間のスペースを表すことに用いる。論理行（改行コードで区切られた文字の連なり）が物理行（見かけ上の1行）からはみ出す場合には、はみ出さないようにこのスペースで次の行に送る。このとき、スペースは見かけ上改行に置き換えられ、前の行の最後にも次の行の最初にもスペースは置かれない。等幅フォント以外では半角幅であるとは限らず3分幅になっていることが多い。ASCIIにあってJIS X 0213にない唯一の印字可能文字である[7]。
- 整形目的で挿入されるスペースをタブと呼ぶ。便宜上区別するため、タブ文字 (ASCII 09H) を用いたものはハードタブ、半角スペースを用いたものはソフトタブと呼ぶことがある。
- キーボードにはスペースキーが存在し、多くの場合通常のキーよりも大きい。
- 日本語で使用されるスペースは日本語や中国語などのCJKの文字幅の間隔という意味を持った、和字間隔という文字が別に定義されている。
- ホワイトスペース - 半角スペースとタブと改行の総称。C言語などいくつかのプログラミング言語や、HTMLなどのマークアップ言語で同等に扱われる。

| 記号 | Unicode | JIS X 0213 | 文字参照                  | 名称                                                 |
| ---- | ------- | ---------- | ------------------------- | ---------------------------------------------------- |
|      | U+0020  | -          | &#x20; &#32;              | SPACE                                                |
|      | U+00A0  | 1-9-2      | &nbsp; &#xA0; &#160;      | ノーブレークスペース NO-BREAK SPACE                  |
|      | U+2002  | -          | &ensp; &#x2002; &#8194;   | EN SPACE                                             |
|      | U+2003  | -          | &emsp; &#x2003; &#8195;   | EM SPACE                                             |
|      | U+2004  | -          | &#x2004; &#8196;          | THREE-PER-EM SPACE                                   |
|      | U+2005  | -          | &#x2005; &#8197;          | FOUR-PER-EM SPACE                                    |
|      | U+2006  | -          | &#x2006; &#8198;          | SIX-PER-EM SPACE                                     |
|      | U+2007  | -          | &#x2007; &#8199;          | 図形間隔 FIGURE SPACE                                |
|      | U+2008  | -          | &#x2008; &#8200;          | PUNCTUATION SPACE                                    |
|      | U+2009  | -          | &thinsp; &#x2009; &#8201; | THIN SPACE                                           |
|      | U+200A  | -          | &#x200A; &#8202;          | HAIR SPACE                                           |
|      | U+200B  | -          | &#x200B; &#8203;          | ゼロ幅スペース ZERO WIDTH SPACE                      |
|      | U+3000  | 1-1-1      | &#x3000; &#12288;         | 和字間隔 IDEOGRAPHIC SPACE                           |
|      | U+FEFF  | -          | &#xFEFF; &#65279;         | ゼロ幅ノーブレークスペース ZERO WIDTH NO-BREAK SPACE |
|      | U+0009  | -          | &#x9; &#9;                | タブ文字 CHARACTER TABULATION                        |

## その他
マイナスのスペースという概念が日本語の組版には存在し、マイナス2分幅などの幅がある。これは2分分後退することに用いる。たとえば、閉じ括弧「）」と開き括弧「（」が連続するときはこの括弧と括弧の間が2分幅になるのが正しいが、これを全角括弧「）」＋マイナス2分幅のスペース＋開き括弧「（」で表す。